# Departamento Veinticinco de Mayo (Chaco)
Veinticinco de Mayo es uno de los 25 departamentos en los que se divide la provincia del Chaco, Argentina.

## Superficie y límites
El departamento tiene una superficie de 2.576 km² y limita al este con los departamentos Sargento Cabral y Presidencia de la Plaza, al sur con los departamentos San Lorenzo y Tapenaga, al oeste con el departamento Quitilipi y al norte con el departamento Libertador General San Martín.

## Población
De acuerdo al censo de 2010, vivían en el departamento 29 315 personas. Esa cifra lo convertía en el 10.º departamento más poblado de la provincia.